# Cục Hải quan và Biên phòng Hoa Kỳ
Cục Hải quan và Bảo vệ Biên giới Hoa Kỳ (tiếng Anh: United States Customs and Border Protection, viết tắt CBP) là một trong các cơ quan liên bang trực thuộc Bộ Nội an Hoa Kỳ.

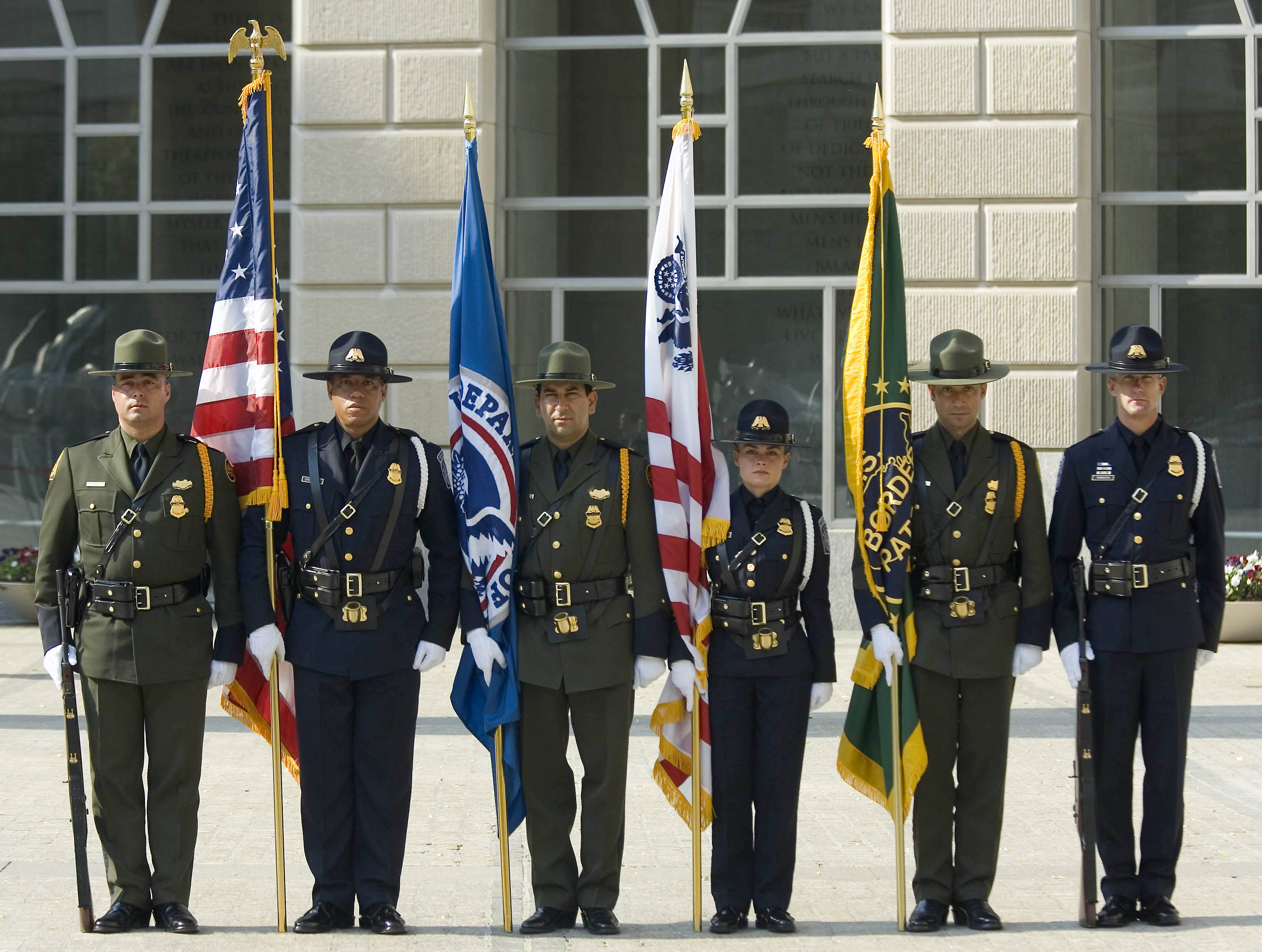
Nhân viên Hải quan và Bảo vệ Biên giới Hoa Kỳ

## Lịch sử
Sở Quan thuế Hoa Kỳ (U.S. Customs Service) được thành lập từ năm 1789 với nhiều danh xưng thay đổi theo thời gian. Từ năm 2003 được tách rời và nhập với một bộ phận khác của  Sở Di trú và Nhập tịch Hoa Kỳ (Immigration and Naturalization Service - được thành lập từ năm 1891) trở thành Sở Quan thuế và Biên phòng Hoa Kỳ, trực thuộc Bộ Nội an như hiện nay.

## Hoạt động và nhiệm vụ
Hoạt động của cơ quan này được quy định chặt chẽ trong hơn 400 đạo luật và liên hệ với hơn 40 cơ quan liên bang khác.
Cơ quan có 1 Ủy ban điều hành (Commissioner), hiện được đặt dưới sự lãnh đạo của W. Ralph Basham (từ 30 tháng 1 năm 2006)  và 1 nữ phụ tá (Deputy Commissioner) là Deborah J. Spero .

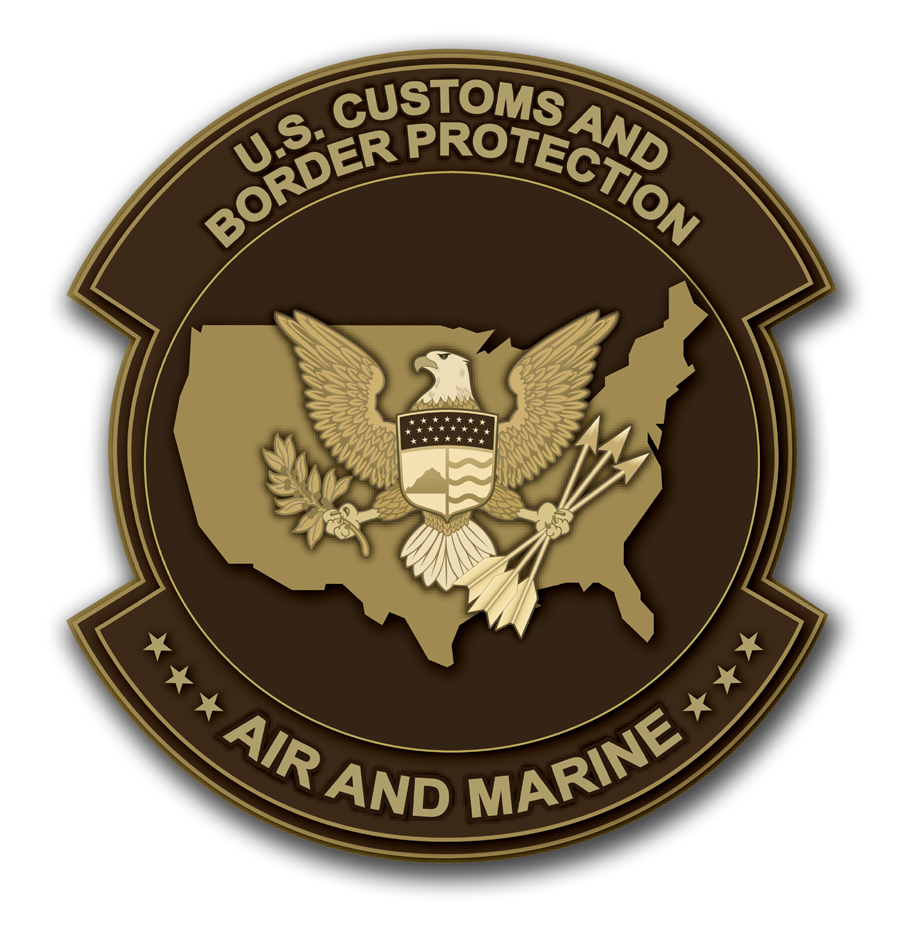
Huy hiệu của CBP Air & Marine

Những Phòng trực thuộc quan trọng như: 
- The Office of Field Operations
- The Office of Border Patrol (United States Border Patrol)
- The Office of CBP Air & Marine (CBP A&M)
- The Office of Intelligence and Operations Coordination

Nhiệm vụ của CBP là bảo vệ biên giới, ngăn ngừa những sự di dân bất hợp pháp, kiểm soát quan thuế, ngăn ngừa những tổ chức buôn bán ma túy và khủng bố quốc tế, bảo vệ bản quyền các thương hiệu (tránh sự nhập lậu hàng giả mạo) và bảo vệ nông nghiệp khỏi những sự nhập khẩu của những sinh vật, vi khuẩn có mầm bệnh...
Trong năm 2007, cơ quan có 1 ngân sách khoảng 7,8 tỉ USD và hiện có hơn 56.000 nhân viên kiểm soát 326 bến cảng nội địa Hoa Kỳ và 14 đại diện tại ngoài nước, để kiểm soát tại chỗ những thuyền  buôn sắp nhập cảnh Hoa Kỳ.
Một sở khác là United States Immigration and Customs Enforcement cũng có những nhiệm vụ tương tự và cũng trực thuộc Bộ Nội an.